# ᵳ
ᵳ, appelé r sans obit (ɾ) tilde médian, est une lettre latine utilisée dans l'alphabet phonétique international.

## Utilisation
La lettre ᵳ est utilisée dans l'API pour représenter une consonne battue alvéolaire voisée pharyngée.

## Représentations informatiques
Le ɾ tilde médian peut être représenté avec les caractères Unicode suivants : 
- précomposé (Alphabet phonétique international, diacritiques) :

| formes    | représentations | chaînes de caractères | points de code | descriptions                                     |
| --------- | --------------- | --------------------- | -------------- | ------------------------------------------------ |
| minuscule | ᵳ               | ᵳ                     | U+1D73         | lettre minuscule latine r sans obit tilde médian |

- décomposé et normalisé NFD (Alphabet phonétique international, diacritiques) :

| formes    | représentations | chaînes de caractères | points de code | descriptions                                       |
| --------- | --------------- | --------------------- | -------------- | -------------------------------------------------- |
| minuscule | ɾ̴               | ɾ◌̴                    | U+027E U+0334  | lettre minuscule latine ɾ diacritique tilde médian |